# Markovo (Kroatië)
Markovo is een plaats in de gemeente Slatina in de Kroatische provincie Virovitica-Podravina. De plaats telt 163 inwoners (2001).